# Post Traumatic EP
Post Traumatic EP è il primo EP del rapper statunitense Mike Shinoda, pubblicato il 25 gennaio 2018 dalla Warner Bros. Records e dalla Machine Shop Recordings.

## Descrizione
Si tratta della prima pubblicazione interamente solista del rapper al di fuori dei Linkin Park e dei Fort Minor e contiene tre brani incentrati sugli ultimi sei mesi passati dal rapper in seguito alla scomparsa del cantante Chester Bennington, suo collega nei Linkin Park. I tre brani, tutti accompagnati dai rispettivi video musicali, sono stati interamente composti e suonati da Shinoda stesso, come ha spiegato nella sua presentazione dell'EP:
I tre brani sono stati in seguito inclusi nell'album di debutto Post Traumatic, uscito nel mese di giugno dello stesso anno.

## Tracce
Testi e musiche di Mike Shinoda.
1. Place to Start – 2:13
2. Over Again – 3:50
3. Watching as I Fall – 3:31

## Formazione
Crediti tratti dal sito ufficiale di Mike Shinoda.
- Mike Shinoda – voce, strumentazione, produzione, missaggio (traccia 1)
- Rob Bourdon – percussioni (traccia 1)
- Ethan Mates – montaggio aggiuntivo
- Josh Newell – montaggio aggiuntivo
- Manny Marroquin – missaggio (tracce 2 e 3)
- Michelle Mancini – mastering